# Лещинський Олександр Михайлович
Олександр Михайлович Лещинський (Нар. 14 грудня 1939, м. Макіївка, Донецька область) — український політик, народний депутат України V—VI скликань, член Партії регіонів. Єврей за національністю.

## Освіта
Закінчив Харківський інститут інженерів залізничного транспорту (1961–1968), «Експлуатація залізниць»

## Життєпис
Вересень 2007 — кандидат в народні депутати України від Партії регіонів, № 247 в списку. На час виборів: народний депутат України, член ПР.
Народний депутат України 5-го скликання з квітня 2006 до листопада 2007 від Партії регіонів, № 191 в списку. На час виборів: заступник директора філії ВАТ «Павлоградвугілля» підприємства «Павлоградвантажтранс», член ПР. Член фракції Партії регіонів (з травня 2006). Член Комітету з питань Регламенту, депутатської етики та забезпечення діяльності Верховної Ради України (з липня 2006).
- 1959–1969 — черговий по станції, начальник станції, начальник вантажної служби, заступник начальника, головний інженер ВТУ тресту «Макіїввугілля».
- 1969–2000 — керівник ВТУ «Павлоградвантажтранс» ВО «Павлоградвугілля», м. Павлоград.
- 2000–2001 — головний інженер ВТУ «Павлоградвантажтранс».
- 2001–2006 — заступник директора з кадрів та соціальних питань філії ВАТ «Павлоградвугілля» підприємства «Павлоградвантажтранс».

Голова Павлоградської міськради народних депутатів (квітень 1990 — березень 1991).
Колишній голова Павлоградської міської організації Партії регіонів.

## Сім'я
Дружина Тамара Василівна (1937); дочка Олена (1960).